# Bristol Perseus

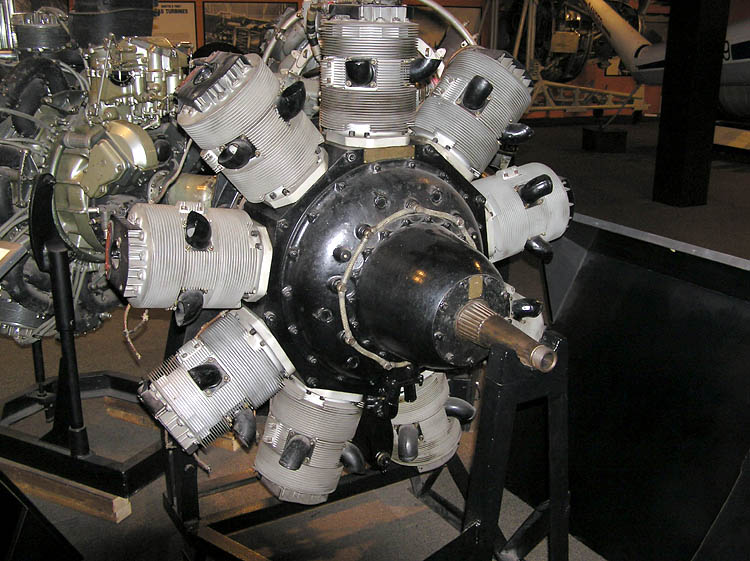
Збережений Bristol Perseus

Bristol Perseus був британським дев'ятициліндровим, однорядним, оснащеним повітряним охолодженням радіальним авіаційним двигуном, що виготовлявся компанією Bristol Engine починаючи з 1932 року. Це був перший серійний двигун з рукавними клапанами.

## Проєктування та розробка
1. ↑  Lumsden, Alec (2003). British Piston Aero Engines and Their Aircraft (English) . Marlborough, Wiltshire: Airlife Publishing. с. 116. ISBN 1-85310-294-6.